# Семиугольник
Семиуго́льник, называемый иногда гептагон — многоугольник с семью углами. Семиугольником также называют всякий предмет такой формы.

## Площадь семиугольника без самопересечений
Площадь семиугольника без самопересечений, заданного координатами вершин, определяется по общей для многоугольников формуле.

## Выпуклый семиугольник
Выпуклым семиугольником называется такой семиугольник, у которого все его точки лежат по одну сторону от любой прямой, проходящей через две его соседние вершины.
Сумма внутренних углов выпуклого семиугольника равна 900°.
{\displaystyle \sum _{i=1}^{7}{\alpha _{i}=}(7-2)\cdot 180^{\circ }=5\cdot 180^{\circ }=900^{\circ }}
Известно, что существуют сколь угодно большие множества точек в общем положении, в которых нет выпуклого пустого семиугольника.

## Правильный семиугольник
Правильным называется семиугольник, у которого все стороны равны, а все внутренние углы равны {\displaystyle 128{\frac {4}{7}}^{\;\circ }}.

### Семиугольные звёзды в природе
Многоугольник, у которого все стороны и углы равны, а вершины совпадают с вершинами правильного многоугольника называется звёздчатым. Примером такого семиугольника в природе может являться один из видов кактусовых.